# フランティシェク・ドヴォジャーク
フランティシェク・ドヴォジャーク（František Dvořák、改名前の姓、Bruner、1862年11月14日 - 1927年6月7日）はチェコの画家である。フランツ・ドヴォジャーク(Franz Dvorak)、フランツ・ブルナー(Franz Bruner)とも呼ばれた。姓のDvořákは日本語表記ではドヴォルジャーク、ドヴォルザーク、ドボルザークなどと表記される。

## 略歴
パルドゥビツェ州のプジェロウチュ(Přelouč)のブルナーという姓の仕立て屋の息子に生まれた。後に姓をチェコ固有の姓のドヴォジャークに変えた。幼い頃から絵の才能を示していた。14歳になったときクトナー・ホラの学校に進むが、17歳で美術に転じ、プラハの美術アカデミーに入学し、フランティシェク・チェルマク (František Čermák)に学んだ。プラハでの教育への不満から、ウィーン美術アカデミーに移り、クリスティアン・グリーペンケールやカール・ヴュルツィンガーに学んだ。さらに1883年にミュンヘンに移り、ミュンヘン美術院でオットー・ザイツやヴィルヘルム・リンデンシュミットに学んだ。
ミュンヘンのシュヴァービンク地域にスタジオを開き、肖像画や風俗画を描き、人気を得てベルリンやウィーンの展覧会に出展した。1888年にチェコ出身の画家、カレル・ヴィーチェスラフ・マシェク、アルフォンス・ミュシャとパリに移った。ドヴォジャークはさらにイタリアに移り、イタリアを訪れるイギリス人やアメリカ人の肖像画を描いて収入を得た。アメリカ人と知り合ったことからアメリカに渡り、はじめフィラデルフィアに住んだ。1890年に最初の大きな個展を開き、ニューヨーク、シカゴ、デトロイトやイギリスのリパブールの画廊でも展示会を開いた。
1905年にプラハに戻り、その後はプラハで過ごした。アメリカに滞在中に、心霊主義に傾倒し、作品に東洋の心霊思想を表現しようとした。インドの行者、ラーマクリシュナやサーラダー・デーヴィーの肖像画も描いた。チェコ国内ではあまり知られていなかったのでプラハで展覧会を開いたのは1907年になってからだった。

## 作品

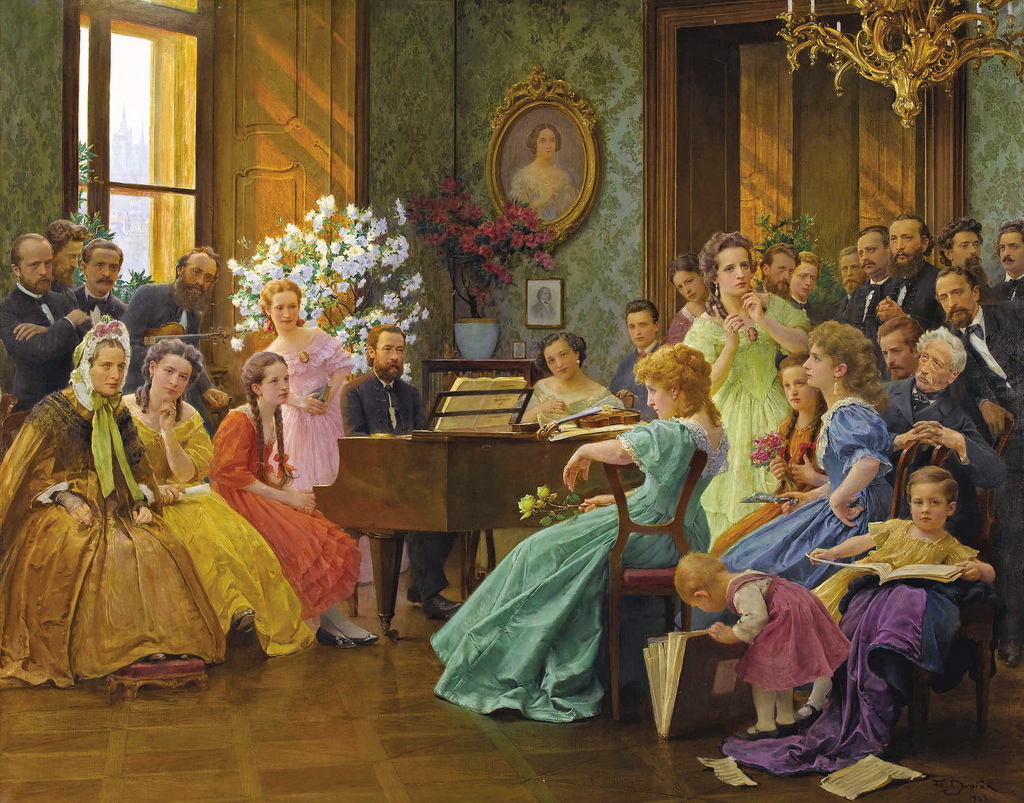
スメタナと友人たち
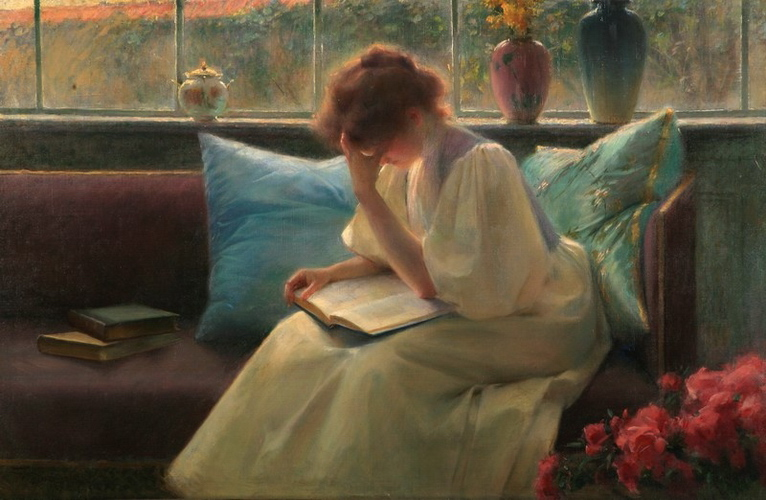
Reader (1906)
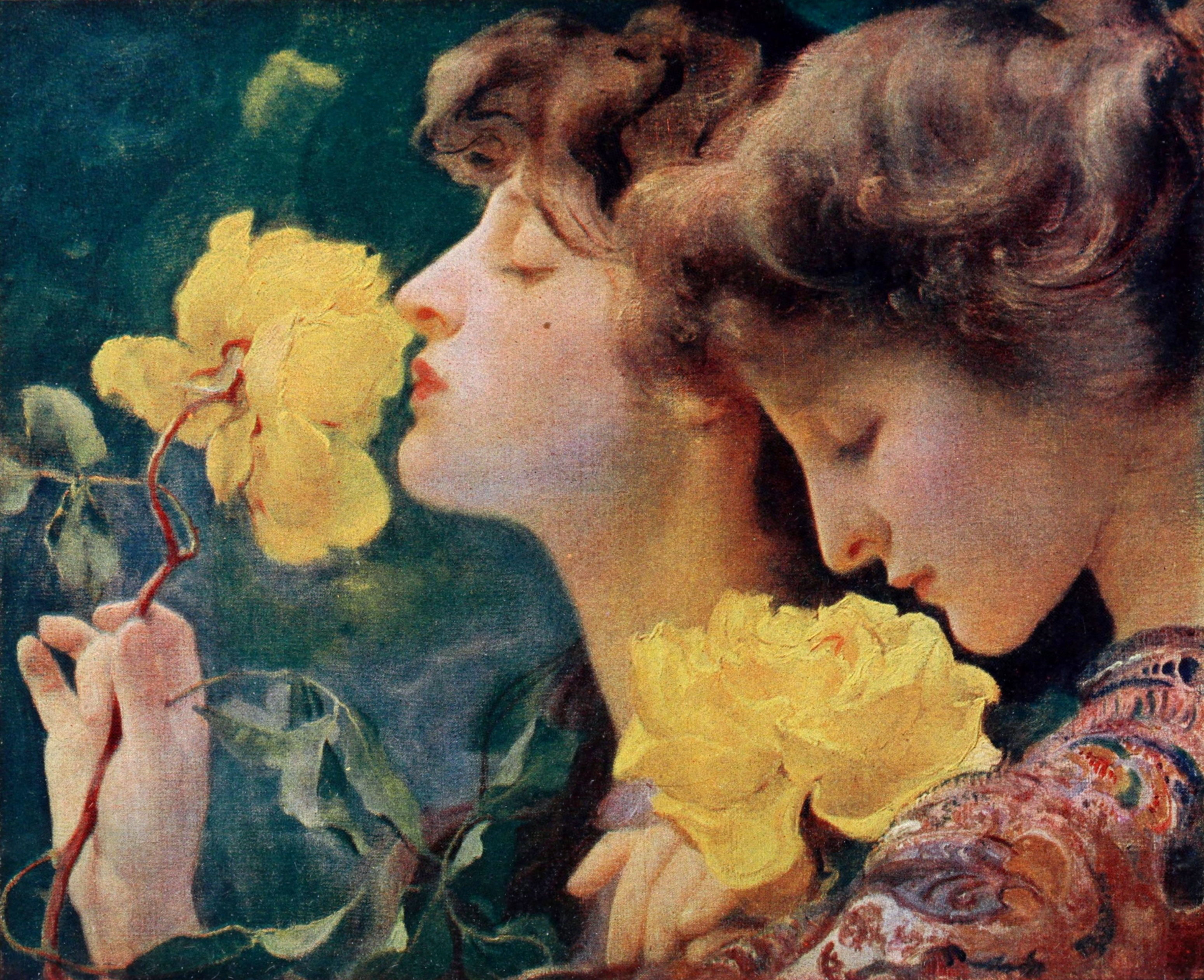
Four Roses

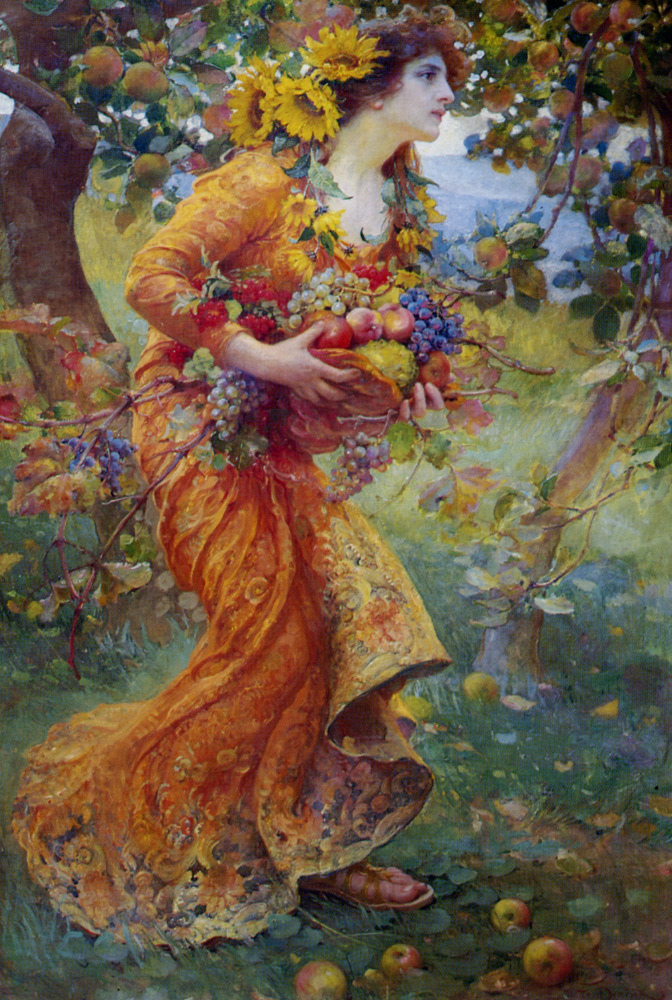
果樹園で(1912)
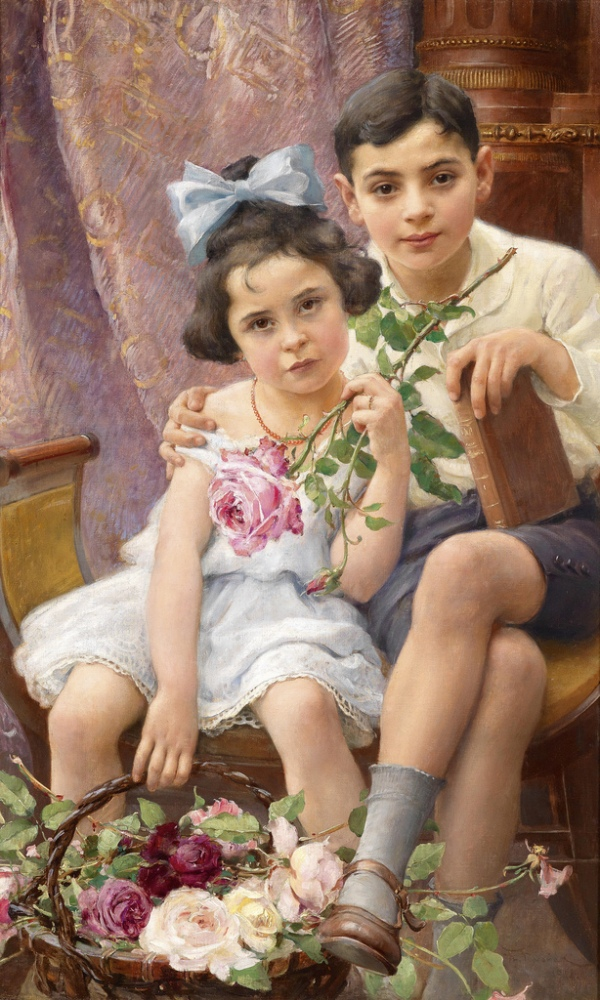
兄弟 (1912)
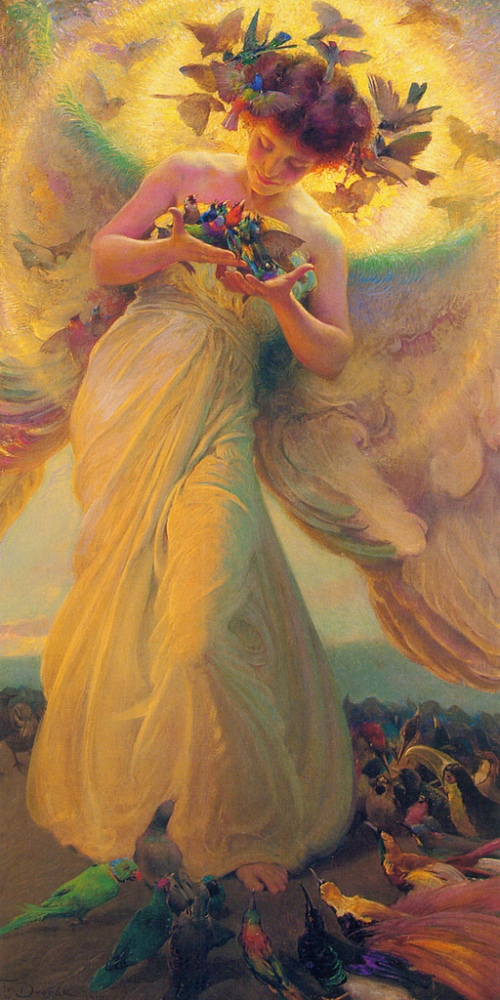
The Angel of the Birds (1910)
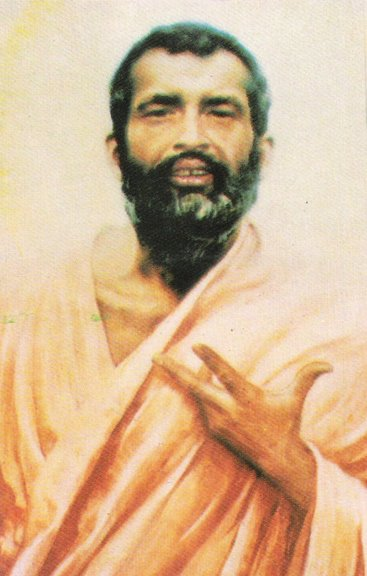
ラーマクリシュナ

## 関連図書
- Toman Prokop, Nový slovník československých výtvarných umělců (New Dictionary of Czechoslovak Artists, Vol.1, 3rd edition, edited by Rudolf Ryšavý, Prague, 1947
- Marie Rakušanová, Bytosti odnikud : metamorfózy akademických principů v malbě první poloviny 20. století v Čechách (Being Out of Nowhere: the Metamorphosis of the Principles of Academic Painting in the First Half of the 20th Century in Bohemia), Academia, Prague, 2008 ISBN 978-80-200-1648-5